# 尚特
尚特（法語：Chantes，法語發音：[ʃɑ̃t] ⓘ）是法国上索恩省的一个市镇，属于沃苏勒区。

## 地理
尚特（47°37'59"N, 5°55'52"E）面积6.57 平方千米，位于法国勃艮第-弗朗什-孔泰大區上索恩省，该省份为法国东部内陆省份，北起顺时针与孚日省、贝尔福地区省、杜省、汝拉省、科多尔省和上马恩省接壤。
与尚特接壤的市镇（或旧市镇、城区）包括：费德里、奥旺什、苏万-屈布里-沙朗特奈、特拉沃。

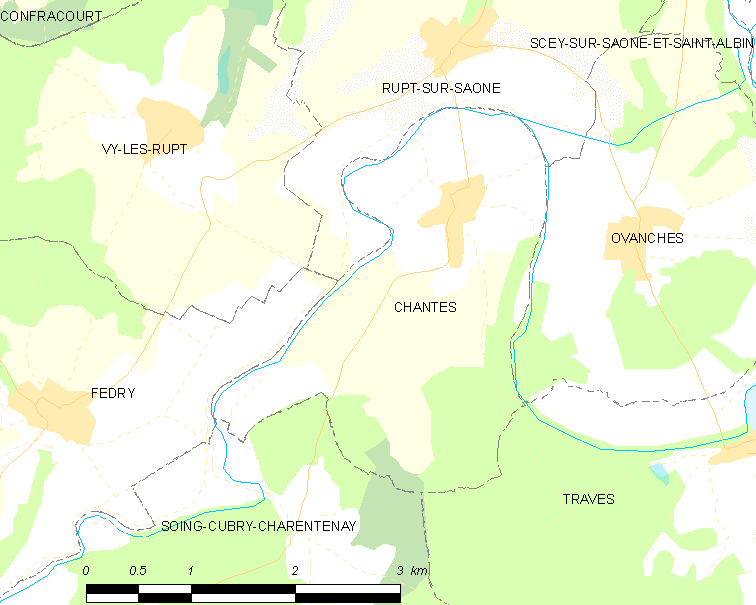
尚特的OSM定位图

尚特的时区为UTC+01:00、UTC+02:00（夏令时）。

## 行政
尚特的邮政编码为70360，INSEE市镇编码为70127。

## 政治
尚特所属的省级选区为索恩河畔塞和圣阿尔班县。

## 人口

1962-2008年间尚特人口变化图示

尚特于2022年1月1日时的人口数量为107人。